# Isaac Brock (musiker)
Isaac Kristofer Brock, född 9 juli 1975 i Helena, Montana, är sångare, gitarrist och låtskrivare i det amerikanska indierockbandet Modest Mouse. 2002 spelade han dessutom in det till stora delar akustiska albumet Sharpen Your Teeth, under namnet "Ugly Casanova".

## Diskografi

### Studioalbum med Modest Mouse
- This Is a Long Drive for Someone with Nothing to Think About (1996)
- The Lonesome Crowded West (1997)
- The Moon & Antarctica (2000)
- Good News for People Who Love Bad News (2004)
- We Were Dead Before the Ship Even Sank (2007)
- Strangers to Ourselves (2015)

### Med Ugly Casanova
Album
- Sharpen Your Teeth[3] (2002)

Singlar
- "Magic Eye Single No. 4: White" (1997)
- "Diggin Holes" / "Babys Clean Conscience" (2002)
- "180 Degrees South: Conquerors of the Useless Soundtrack" (2010)